# TE T6
Der T6 ist ein zweiachsiger normalspuriger Elektrotriebwagen der Trossinger Eisenbahn (TE) für deren Strecke von Trossingen Bahnhof nach Trossingen Stadt.
Der Triebwagen wurde 1968 beschafft und war für den Güter- und Personenverkehr bestimmt. Das Fahrzeug ist als Ausstellungsstück erhalten geblieben. Es war zuerst beim Familienpark in Villingen und ist seit 2010 vor dem Bahnhof Trossingen ausgestellt.

## Geschichte
Anlässlich des 70-jährigen Jubiläums der Trossinger Eisenbahn wurde 1968 ein neues Fahrzeug beschafft. Dieses ist optisch dem Vorgängerfahrzeug T 5 ähnlich und unterscheidet sich durch Anordnung und Art der Türen.
Der Triebwagen wurde bremstechnisch so konzipiert, dass er mit den vorhandenen Fahrzeugen der Trossinger Eisenbahn im Verband fahren konnte. Er war für den Personen- und Güterzugbetrieb gleichermaßen geeignet. Die Anhängelast betrug bei Bergfahrt 30 t und bei Talfahrt 60 t. Allerdings erwies er sich als störanfällig. Die 2002 fällige Hauptausbesserung wurde auf Grund des Ringzugkonzeptes nicht mehr durchgeführt. Stattdessen wurde der Wagen 2003 in den Familienpark in Villingen überführt, seit 2010 ist der Triebwagen wieder am Bahnhof Trossingen für das Museum des Freundeskreises der Trossinger Eisenbahn e. V. aufgestellt.

## Konstruktion
Der Wagenkasten besitzt zwei als Doppeltüren ausgebildete Falttüren, wobei die auf der Seite des Gepäckraumes bis zur Fußbodenhöhe reicht, damit Gepäck ohne Zwischenstufe auf Bahnsteiggepäckwagen umgeladen kann. Zwischen den Einstiegstüren besitzt das Fahrzeug einen Gepäckraum mit etwa 8 m² Ladefläche und einen Fahrgastraum, in dem die Sitze in Vis-à-vis-Bestuhlung mit Mittelgang und einem Sitzteiler von 2+3 angeordnet sind. Die oberen Teile der Fenster sind nach innen aufklappbar. Der Fahrzeugkasten ist in Stahlleichtbauweise als Schweißkonstruktion gebaut, Bodenklappen sorgen im Innenraum für eine gute Zugänglichkeit der Fahrmotoren.
Die elektrische Ausrüstung wurde von den Siemens-Schuckertwerken hergestellt. Das Fahrzeug besaß drei unabhängig voneinander funktionierende Bremssysteme; eine mechanische Handbremse, die indirekte Bremse und eine Widerstandsbremse. Die Bremswiderstände sind auf dem Dach des Wagens angeordnet.